# Château de Sorel
Le château de Sorel est un ancien château situé à Sorel-Moussel, dans le département français d'Eure-et-Loir, en région Centre-Val de Loire.

## Histoire

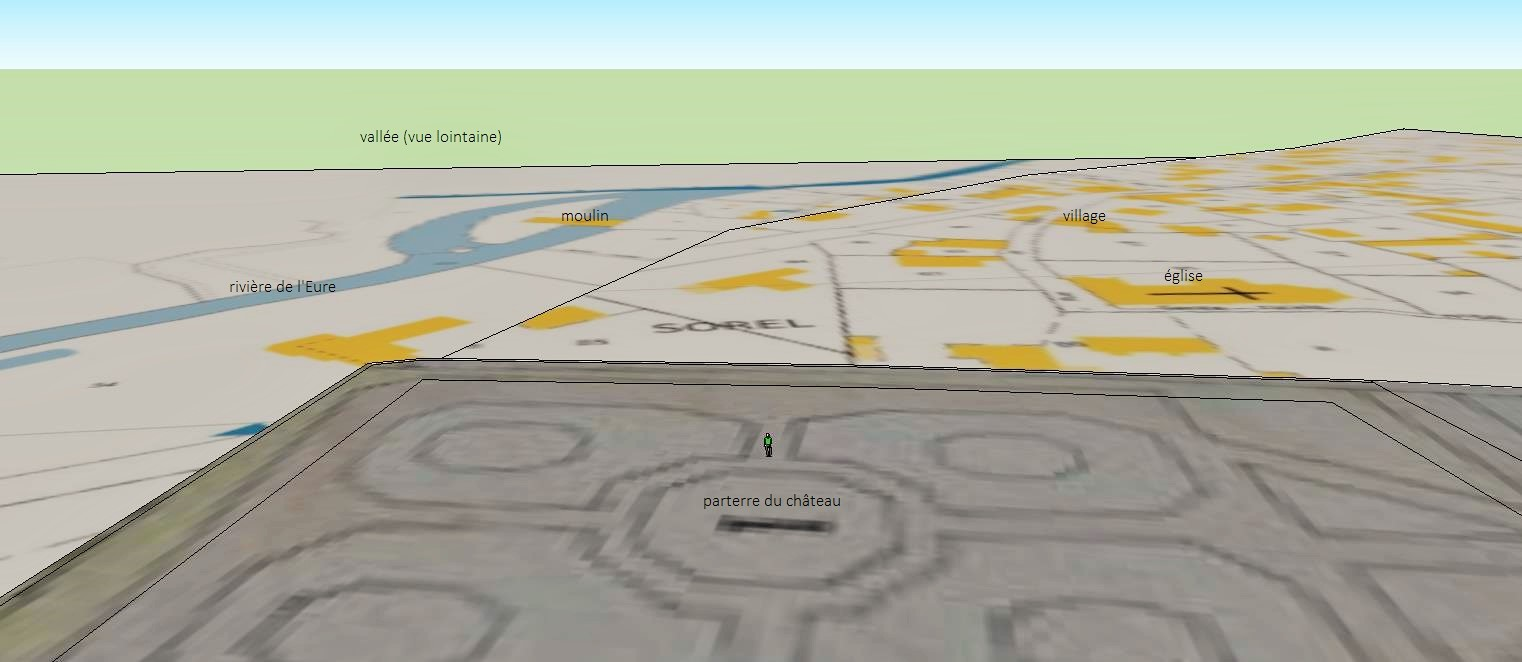
Schéma restituant la vue depuis le chateau de Sorel (Eure-et-Loir), milieu du XVIIIe siècle

Une motte castrale  est construite au Xe siècle pour se protéger des raids vikings. Le château était situé sur un promontoire dominant l'Eure.
Le château est fortifié par un donjon en pierre et des remparts. Philippe de Dreux, évêque-comte de Beauvais, fait détruire le château au XIIe siècle. Il est ensuite reconstruit et renforcé. La Ligue catholique détruit le château au XVIe siècle. Il est reconstruit au XVIIe siècle.
Les ruines sont protégées au titre des monuments historiques par la liste de 1862.

Photos de la médiathèque de l'architecture et du patrimoine par Mieusement
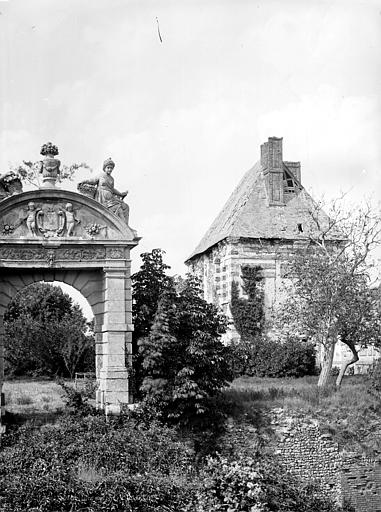
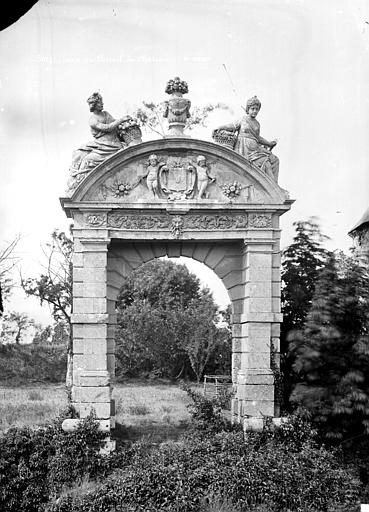

## Source
- The World of the French Chateau - Château de Sorel (en)